# Kóbor Tamás (író)
Kóbor Tamás, születési és 1905-ig használt nevén Bermann Adolf (Pozsony, 1867. augusztus 28. – Budapest, 1942. május 26.) zsidó származású magyar író, publicista.

## Életpályája
Bermánn Móric és Schmelzer Regina fiaként született. Jogi tanulmányokat folytatott, de nem fejezte be, a Magyar Általános Hitelbanknál helyezkedett el, mint tisztviselő. Írói pályáját sógora, Kiss József költő mellett A Hét című folyóiratnál kezdte. Munkatársa volt a Magyar Hírlap, a Pesti Napló, a Pesti Hírlap, és Az Újság című lapoknak, a Rovás című rovat politikai reflexiói az írásai voltak.
1895. október 8-án Budapesten, az Erzsébetvárosban házasságot kötött Erdei Rózsa színésznővel. Felesége 1873. február 5-én született és eredeti neve Fliegelman Rózsa volt. Az esküvő idején Budapesten, a VI. kerületi Szív utca 33. szám alatt laktak. Következő év augusztusában megszületett leányuk, Noémi Lívia, később Kallós Istvánné Kóbor Noémi írónő.
A Horthy-korszak egyik legbátrabb újságírójaként lehet jellemezni. Az Újság 1925. május 31-i számában publikálta a volt belügyminiszter, Beniczky Ödön vallomását, melyből Somogyi Béla és Bacsó Béla meggyilkolására derült fény. Kóbor jó ideig csupán név nélkül írhatott. Regényeiben megjelenítette a budapesti zsidó polgárság asszimilációs folyamatát. Írásai jelentek meg az erdélyi Zsidó Jövőben is. Tagja volt a lengyel–magyar kapcsolatok ápolását célul tűző Magyar Mickiewicz Társaságnak. Halálát szívizom elfajulás okozta.

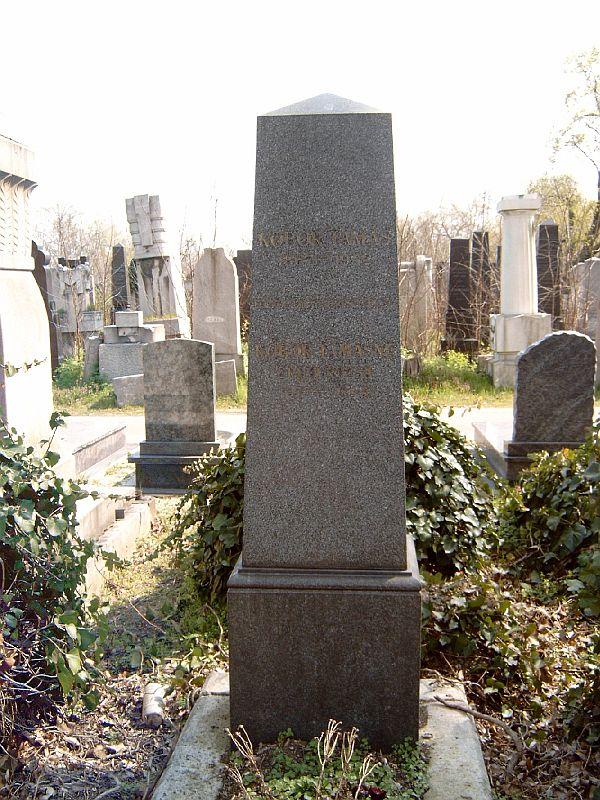
Kóbor Tamás sírja Budapesten. Kozma utcai izraelita temető: 5B-10-5

## Fontosabb munkái

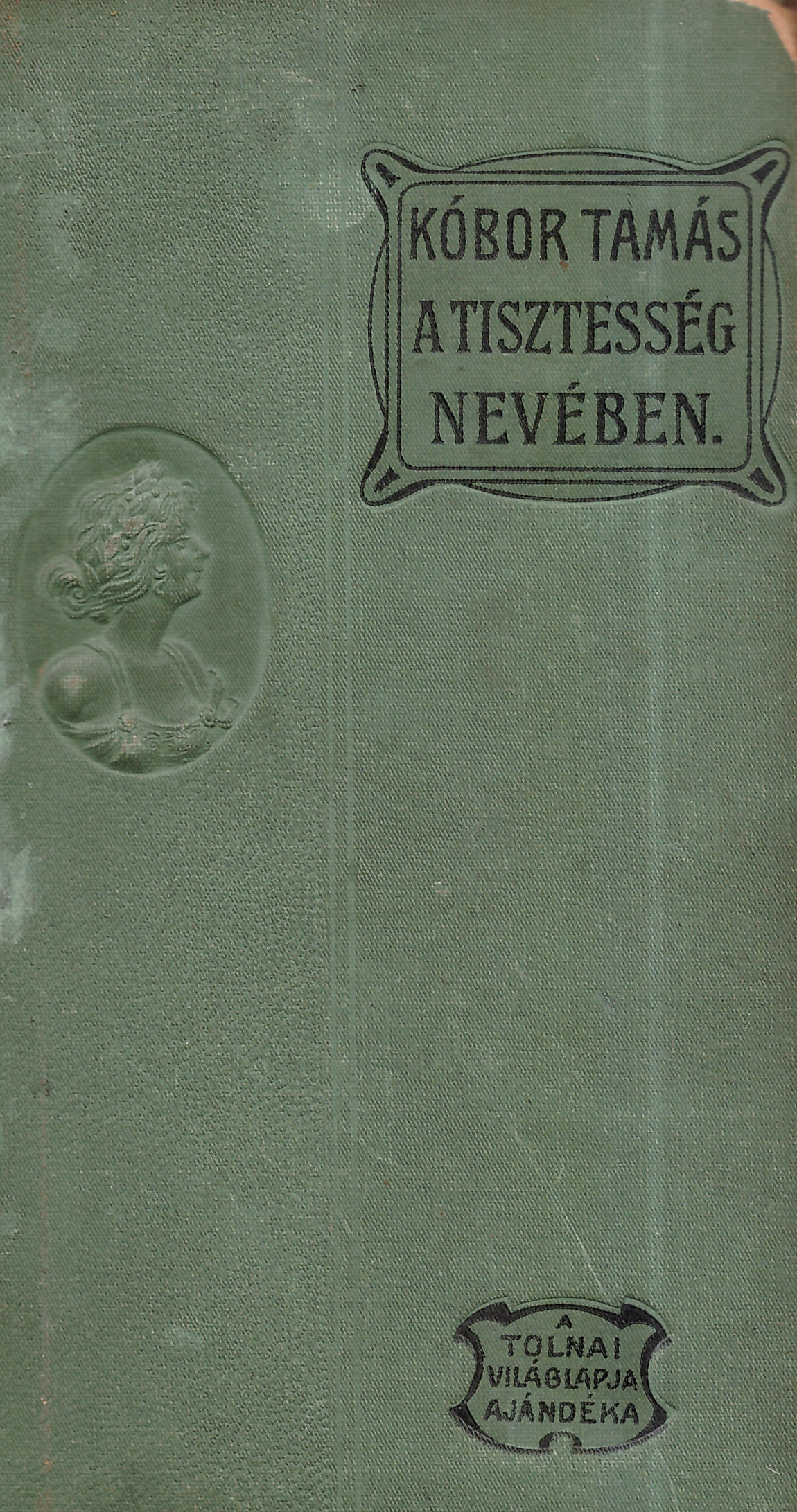

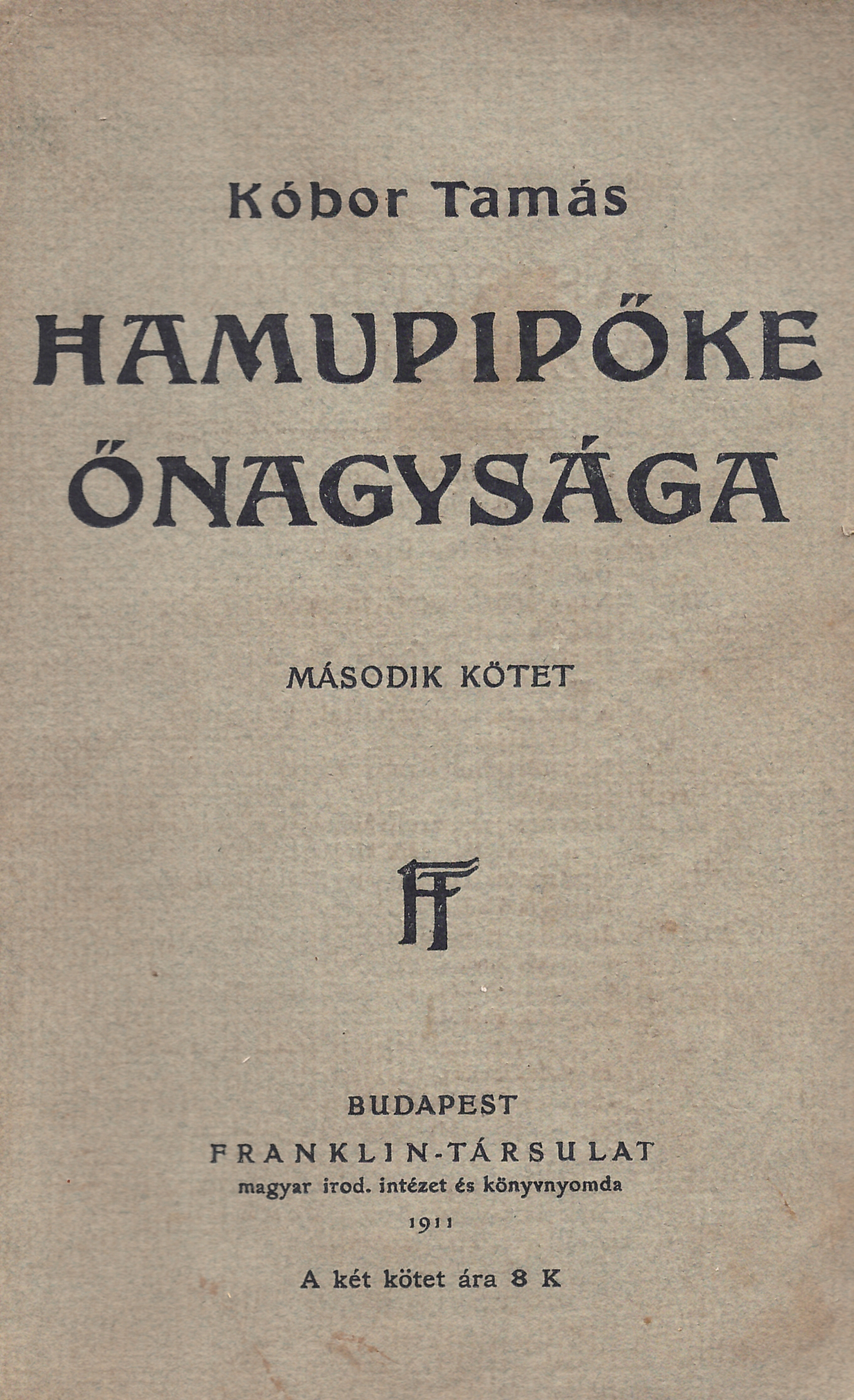

- Muzsika és parfum. Regény; Könyves Kálmán, Budapest, 1893 (A Könyves Kálmán regénytára)
- Aszfalt; Athenaeum Ny., Budapest, 1894
- Fagy. Elbeszélések; Athenaeum, Budapest, 1895 (Az Athenaeum olvasótára)
- Marianne; Singer-Wolfner, Budapest, 1895
- A félisten. Mesék a hónapos szobából; Légrády, Budapest, 1896
- Hoffmann meséi. Modern fantazmagóriák; Légrády, Budapest, 1897
- A tisztesség nevében. Regény; Athenaeum, Budapest, 1898 (Az Athenaeum olvasótára)
- Ő akarta. Kis regények; Légrády, Budapest, 1898
- A csillagok felé. Regény, 1-2.; Légrády Testvérek, Budapest, 1899 (Legjobb könyvek)
- Elbeszélések; Lampel, Budapest, 1899 (Magyar könyvtár)
- Budapest. Regény; Légrády, Budapest, 1901
- Az élet ára; Pallas, Budapest, 1903
- A csillagok felé. Regény. 1-2. köt.; Légrády, Budapest, 1904
- Örök éjszakák; Magyar Kereskedelmi Közlöny, Budapest, 1905
- Idegenek. Regény; Grill, Budapest, 1908 (Magyar írók arany könyvtára)
- A jukker-leány; Engel Ny., Budapest, 1909 (Mozgó könyvtár)
- Munka. Elbeszélések; Franklin, Budapest, 1909
- A tisztesség nevében. Regény; Magyar Kereskedelmi Közlöny, Budapest, 1909
- Marianne; Singer-Wolfner, Budapest, 191? (Modern magyar könyvtár)
- Egyveleg. Novellák; Politzer, Budapest, 1911 (Modern könyvtár)
- Komédiák; Athenaeum, Budapest, 1911 (Athenaeum könyvtár)
- Ki a ghettóból, 1-2.; Franklin, Budapest, 1911
- Hamupipőke őnagysága, 1-2.; Franklin, Budapest, 1911
- Egy test, egy lélek. Dráma; Eke, Budapest, 1911
- Aranyhajú Rózsika. Baba-regény; Irodalmi és Nyomdai Rt., Budapest, 1912
- Furcsa tragédiák; Franklin, Budapest, 1913
- Cognac-idillek. Novellák; Athenaeum, Budapest, 1914 (Athenaeum könyvtár)
- A front mögött; Magyar Kereskedelmi Közlöny, Budapest, 1918 (Világkönyvtár II.)
- A halál; Franklin, Budapest, 1918
- A bolsevismusról, a bolsevismus alatt; Franklin, Budapest, 1919
- Művész és egyéb történetek; Lampel, Budapest, 1919 (Magyar könyvtár)
- Mi az igazság?; Garai Ny., Budapest, 1920
- Agáta nővér. Színmű; Franklin, Budapest, 1920
- Furcsák klubja; Franklin, Budapest, 1921
- Pók Ádám hetvenhét élete. Regény; Franklin, Budapest, 1923 (Kóbor Tamás válogatott munkái)
- Szidi. Egy varrólány története; Fővárosi Ny., Budapest, 1924 k. (Béta olvasó)
- Háború és béke; Béta, Budapest, 1930 (Kóbor Tamás válogatott munkái)
- Regény novellákban; Béta, Budapest, 1930 (Kóbor Tamás válogatott munkái)
- Szent Harpagon; Globus, Budapest, 1932
- Hamlet az irodában. Regény; Franklin, Budapest, 1934
- Álmodom, tehát vagyok; Arany Ny., Budapest, 1943
- Budapest. Regény; utószó Bodnár György; Pesti Szalon, Budapest, 1993 (Pesti Szalon könyvek)
- Aranyhajú Rózsika; utószó Rónay László; Argumentum, Budapest, 2003
- Ki a gettóból; utószó Kőbányai János; Múlt és Jövő, Budapest, 2007 (Magyar zsidó elbeszélés)
- Hamupipőke őnagysága. Ki a gettóból II.; utószó Kőbányai János; Múlt és Jövő, Budapest, 2008 (Magyar zsidó elbeszélés)
- Válogatott munkái (I–XII. Budapest, 1930)

## Érdekességek
Kortársak visszaemlékezései szerint ő volt a névadója a Chinoin gyógyszernek, majd az erről elnevezett gyárnak. A Chinoin nevet egy kinintartalmú gyógyszer számára találta ki.[forrás?]